# ایمون دو والرا
ایمون دو والرا (انگلیسی: Éamon de Valera؛ زاده ۱۴ اکتبر ۱۸۸۲ – درگذشته ۲۹ اوت ۱۹۷۵) یک سیاست‌مدار اهل ایرلند بود. ایمون دو والرا در ۲۹ اوت ۱۹۷۵ در سن ۹۲ سالگی درگذشت.